# Квінт Мінуцій Руф
Квінт Мінуцій Руф (Quintus Minucius Rufus; ? — після 174 до н. е.) — політичний, державний та військовий діяч Римської республіки, консул 197 року до н. е.

## Життєпис
Походив з впливового плебейського роду Мінуціїв. Свою кар'єру розпочав під час Другої Пунічної війни. У 211 році до н. е. звитяжно бився на посаді легата при захопленні Капуї римською армією під орудою Квінта Фульвія Флакка.
У 201 році до н. е. стає плебейським еділом. У 200 році до н. е. — претором. Як провінцію отримав Бруттій, де розслідував пограбування храму Прозерпіни у м. Локри. У 199 році до н. е. повноваження пропретора у Бруттії були продовжені.
у 197 році до н. е. обрано консулом разом з Гаєм Корнелієм Цетегом. Під час своєї каденції воював проти лігурів та бойїв. Спочатку придушив заворушення в Лігурії, потім спустошив область племені бойїв. Проте сенат відмовив Мінуцію у тріумфі. Тоді він власним коштом провів тріумфальні заходи на Альбанській горі.
У 189 році до н. е. був у складі посольства до Антіоха III, царя Сирії, стосовно укладання мирного договору, який надалі отримав назву Апамейського. У 186 році до н. е. був членом сенатської комісії, яка розслідувала діяльність прихильників культу Вакха. підтримував рішення щодо заборони цього культу у Римі та по всій Італії.
У 183 році до н. е. Мінуція спрямували до галлів, щоб запобігти їхньому вторгненню до римської провінції Цізальпійська Галлія. У 174 році до н. е. на чолі флотилії Мінуцій Руф вирушив до Криту для придушення тамтешніх заворушень. Подальша доля невідома.